# Moldekleiv
Moldekleiv es una localidad situada en el municipio de Alder, en la provincia de Vestland, Noruega. Tiene una población estimada, a inicios de 2023, de 599 habitantes.